# Marnay (Haute-Saône)
Marnay ist eine französische Gemeinde im Département Haute-Saône in der Region Bourgogne-Franche-Comté. Sie gehört zum Kanton Marnay im Arrondissement Vesoul und ist Verwaltungssitz des Gemeindeverbandes Val Marnaysien.

## Geographie
Marnay liegt auf einer Höhe von 216 m über dem Meeresspiegel, etwa 20 Kilometer westnordwestlich der Stadt Besançon (Luftlinie). Das Städtchen erstreckt sich im Süden des Départements, am nördlichen Ufer des Ognon, der sich hier seenartig aufweitet und mehrere kleine Inseln aufweist, am Südwestrand der Monts de Gy.
Die Fläche des 10,37 km² großen Gemeindegebiets umfasst einen Abschnitt des unteren Ognon-Tals. Die südliche Grenze verläuft teils entlang dem Ognon, teils gehört auch ein schmaler Landstrich links des Flusses zu Marnay. Der Ognon fließt hier mit mehreren Windungen nach Südwesten durch eine Alluvialebene, die eine Breite von ungefähr zwei Kilometern aufweist und durchschnittlich auf 200 m liegt. Vom Flusslauf erstreckt sich das Gemeindeareal nordwärts über die Talebene und die angrenzenden, sanft geneigten Hänge hinauf, welche die südwestlichen Ausläufer der Monts de Gy bilden. Diese Anhöhen sind vorwiegend aus tertiären Sedimenten aufgebaut. Während die talnahen Gebiete überwiegend landwirtschaftlich genutzt werden, sind die Höhenrücken mit Wald bestanden. Die nordwestliche Grenze befindet sich auf der Höhe des Bois du Mont (320 m). Im äußersten Norden wird auf dem Bois de Fays mit 324 m die höchste Erhebung von Marnay erreicht.
Nachbargemeinden von Marnay sind Cult und Avrigney-Virey im Norden, Brussey im Osten, Ruffey-le-Château und Burgille im Süden sowie Chenevrey-et-Morogne im Westen.

## Geschichte

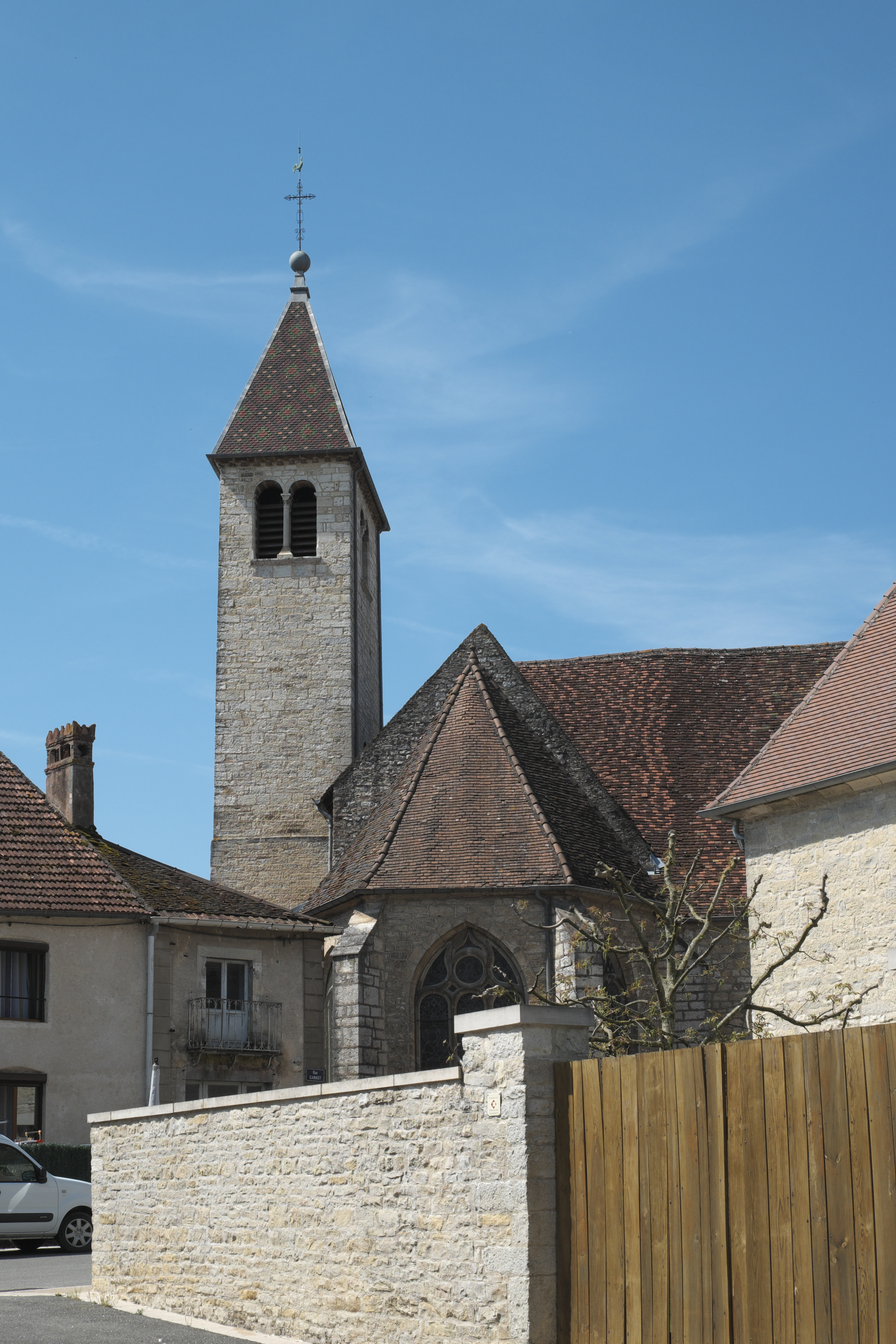
Kirche Saint-Symphorien

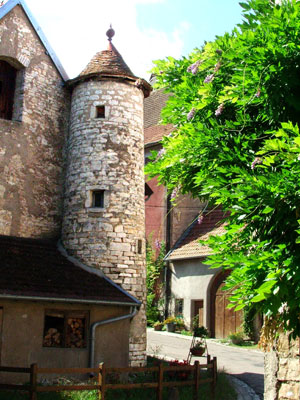
Tour Gambetta

In gallischer Zeit war das Gebiet um Marnay von den Sequanern bewohnt, bevor die Region im Jahr 52 vor Christus unter römische Hoheit kam. Verschiedene Funde weisen auf eine sehr frühe Besiedlung des Gemeindegebietes hin.
Die erste Siedlung entwickelte sich am rechten Ufer des Ognon im Bereich eines Flussübergangs und wurde später Marnay-la-Ville genannt. Gegen Ende des 10. Jahrhunderts suchten sich die Bewohner die strategisch besser gelegene Anhöhe als neuen Siedlungsplatz aus. Hier wurde die erste Burg erbaut, und die Siedlung erhielt den Namen Marnay-le-Château und Marnay-le-Bourg. Im Mittelalter gehörte Marnay zur Freigrafschaft Burgund und darin zum Gebiet des Bailliage d’Amont. Die Grafen von Burgund übergaben Marnay im 12. Jahrhundert ihrem Seitenzweig, den Herren von Chalon. Diese ließen das Schloss errichten und legten damit den Grundstein für die Entstehung des Burgfleckens. Im Jahr 1354 erhielt Marnay von Jean de Chalon-Arlay das Stadtrecht zugesprochen. Daraufhin wurde das Städtchen mit einem doppelten Mauergürtel umgeben. Am Ufer des Ognon ließ sich Gewerbe nieder, das von der Wasserkraft abhängig war: Mühlen, Ölmühlen, Sägereien und Gerbereien.
Im Jahr 1361 ging die Herrschaft von den Chalon an die Montbéliard und 1397 an die Neufchâtel über. Nach dem Tod Karls des Kühnen, des Herzogs von Burgund, 1477 bei Nancy wurde Marnay von Truppen des französischen Königs Ludwig XI. gebrandschatzt und 1479 erneut verwüstet. Nachdem Maria von Burgund 1482 gestorben war, fiel das Erbe an das Haus Habsburg. 1512 übernahm die Familie Gorrevod die Herrschaft über Marnay, was den Beginn einer längeren ruhigen und wirtschaftlich prosperierenden Zeit für das Städtchen bedeutete. Die Herrschaft wurde 1602 zum Marquisat erhoben.
Im Dreißigjährigen Krieg wurde Marnay von Truppen des Herzogs Bernhard von Sachsen-Weimar 1637 belagert und teilweise in Brand gesteckt. Es kam jedoch nur zu kleineren Zerstörungen. Das Karmeliterkloster wurde im 17. Jahrhundert gegründet. Zusammen mit der Franche-Comté gelangte Marnay mit dem Frieden von Nimwegen 1678 definitiv an Frankreich. Nachdem die Familie Gorrevod 1681 erlosch, ging die Herrschaft Marnay an die Familie Bauffremont, welche sie bis zur Französischen Revolution innehatte.
Marnay-le-Bourg und Marnay-la-Ville, das heute nur noch aus wenigen Häusern besteht, wurden 1801 vereinigt. Mit der Eröffnung der Eisenbahnlinie von Besançon nach Gray im Jahr 1878 wurde Marnay an das französische Eisenbahnnetz angeschlossen. 1894 folgte die Einweihung der Seitenlinie von Marnay nach Gy. In der Folge entwickelte sich um das Bahnhofquartier eine neue Gewerbezone. Seit 2002 ist Marnay Verwaltungssitz des Gemeindeverbandes Val Marnaysien.

## Sehenswürdigkeiten

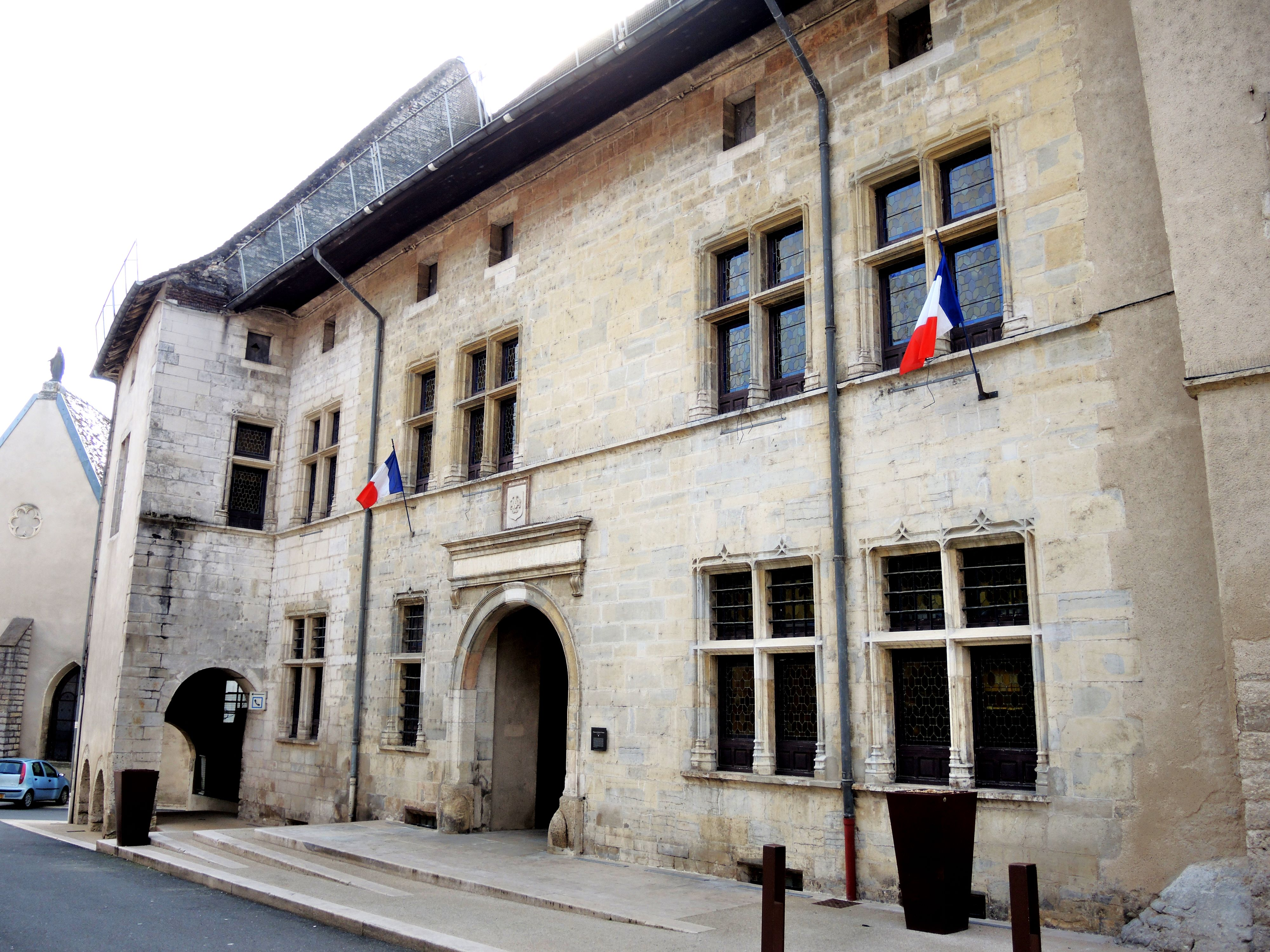
Ehemals Hôtel de Santans, heute Rathaus (mairie)

Marnay hat das mittelalterliche Ortsbild eines Städtchens der Franche-Comté mit Kirche, Schloss, verschiedenen Repräsentativbauten und zahlreichen Bürgerhäusern aus dem 16. bis 18. Jahrhundert bis heute bewahrt. Die Kirche Saint-Symphorien stammt ursprünglich aus dem 12. Jahrhundert. Heute bilden das Schiff und der Glockenturm im Stil der Gotik aus dem 14. Jahrhundert die ältesten erhaltenen Bauteile, während die Hauptfassade im 17. Jahrhundert umfassend restauriert und verändert wurde. Zur reichen Ausstattung gehören Malereien aus dem 15. Jahrhundert, eine Statue der Heiligen Jungfrau von 1530 sowie verschiedene Statuen aus dem 16. bis 18. Jahrhundert.
Zu den bedeutenden profanen Bauten zählt das Hôtel de Santans. Es wurde im 16. Jahrhundert im Stil der Renaissance errichtet und diente von 1873 bis 1976 als Gendarmerie, seither als Rathaus. Verschiedene Bürgerhäuser sind von Türmchen flankiert, darunter die Tour Gambetta (16. Jahrhundert). Von der ehemals mächtigen Stadtbefestigung sind Überreste erhalten. Das Schloss mit ursprünglich 16 Türmen und Ziehbrücke wurde im 16. Jahrhundert unter der Familie Gorrevod stark ausgebaut.

## Bevölkerung
| Jahr                       | 1962 | 1968 | 1975 | 1982 | 1990 | 1999 | 2010 | 2020 |
| Einwohner                  | 869  | 1026 | 1073 | 1175 | 1201 | 1287 | 1380 | 1522 |
| Quellen: Cassini und INSEE |      |      |      |      |      |      |      |      |

Mit 1.527 Einwohnern (Stand: 1. Januar 2022) gehört Marnay zu den kleineren Gemeinden des Départements Haute-Saône. Nachdem die Einwohnerzahl in der ersten Hälfte des 20. Jahrhunderts stets im Bereich zwischen 770 und 860 Personen gelegen hatte, wurde seit Beginn der 1960er Jahre ein kontinuierliches Bevölkerungswachstum verzeichnet.

## Wirtschaft und Infrastruktur
Marnay, das am Verkehrsweg von Besançon nach Gray liegt, war schon früh ein durch Handel und Gewerbe und die Verarbeitung landwirtschaftlicher Erzeugnisse der Umgebung geprägtes Städtchen. Die Wasserkraft des Ognon wurde früher für den Betrieb von Mühlen, Sägereien und Gerbereien genutzt. Heute nimmt Marnay zentralörtliche Funktionen für das nähere Umland wahr. Es gibt verschiedene Betriebe des Einzelhandels und Dienstleistungsbetriebe für den täglichen Bedarf. In den letzten Jahrzehnten entstanden am Ortsrand kleinere Gewerbe- und Industriezonen. Hier haben sich Unternehmen der Kunststoffverarbeitung, des Bau- und Transportgewerbes, der Feinmechanik sowie eine Fensterfabrik niedergelassen. Viele Erwerbstätige sind auch Wegpendler, die in der Agglomeration Besançon ihrer Arbeit nachgehen. Marnay ist Standort eines Collège und eines Campingplatzes. Die 20 ha große Wasserfläche des Ognon dient als Naherholungsgebiet.
Die Ortschaft ist verkehrstechnisch gut erschlossen. Sie liegt an der Hauptstraße D67, die von Besançon nach Gray führt. Seit 1977 ist Marnay durch eine Ortsumfahrung vom Durchgangsverkehr entlastet. Der nächste Anschluss an die Autobahn A36 befindet sich in einer Entfernung von ungefähr 15 Kilometern. Weitere Straßenverbindungen bestehen mit Pesmes, Jallerange, Étuz und Gy. Der Betrieb der Bahnlinien wurde mittlerweile eingestellt, so dass Marnay durch Buslinien an das Netz des öffentlichen Verkehrs angeschlossen ist.